# جکسن (آلاباما)
جکسن (به انگلیسی: Jackson) شهری در شهرستان کلارک ایالت آلاباما است که مساحت آن ۴۱ کیلومتر مربع است و در سرشماری سال ۲۰۱۰ میلادی، ۵٬۲۲۸ نفر جمعیت داشته و تراکم جمعیتی آن، ۱۲۷٫۵۱ نفر در هر کیلومتر مربع بوده است.